# قصار السور في القرآن الكريم
يتضمن القرآن الكريم عددًا من قصار السور، حيث تتميز بقصر آياتها وسهولة حفظها، مما جعلها ركيزة أساسية في حياة المسلمين اليومية. تشمل قصار السور عادةً السور التي تقع في الجزء الأخير من القرآن الكريم، وبالأخص من سورة "الضحى" (السورة 93) إلى سورة "الناس" (السورة 114)، وهي تُعرف أيضًا باسم "الجزء الثلاثين" أو "جزء عمّ". 
قصار السور هي السور القرآنية القصيرة التي تتراوح آياتها بين ثلاث إلى عشرين آية تقريبًا. تُستخدم هذه السور بكثرة في الصلوات اليومية، سواء في الفرائض أو النوافل، نظرًا لسهولة تلاوتها وحفظها، خاصة للأطفال والمبتدئين في تعلم القرآن. وهنا قائمة بعدد منها:
| # | الاسم        | السورة |
| - | ------------ | ------ |
| 1 | سورة الكوثر  |        |
| 2 | سورة العصر   |        |
| 3 | سورة قريش    |        |
| 4 | سورة الإخلاص |        |
| 5 | سورة النصر   |        |
| 6 | سورة الماعون |        |
| 7 | سورة الفلق   |        |
| 8 | سورة المسد   |        |
| 9 | سورة الفيل   |        |

## تحديد قصار السور في القرآن الكريم
ذهب بعض الباحثين في بحث البناء الفني لقصار السور في القرآن الكريم إلى تحديد أن قصار السور في القرآن الكريم هي ما كان عدد آياتها خمس عشرة آية أو أقل وهي كالتالي:
الشمس، والضحى ، والشرح ، والتين ، والقدر ، والبينة ، والزلزلة ، والعاديات ، والقارعة ، والتكاثر ، والعصر ، والهُمزة ، والفيل ، وقريش ، والماعون ، والكوثر ، والكافرون ، والنصر ، والمسد ، والإخلاص ، والفلق ، والناس ، والطلاق ، والتحريم ، والممتحنة والصف والجمعة والمنافقون. وهذه الست الأواخر من الجزء الثامن والعشرين (جزء قد سمع)، فضلا عن فاتحة الكتاب (سورة الفاتحة) "وبذا يكون مجموعها تسعاً وعشرين سورة .

## أنظر أيضا
- القرآن الكريم
- السنة النبوية
- الصلاة
- الوضوء